# Soceram
Soceram este o companie producătoare de materiale de construcții din România.
Are peste 40 de ani de experiență în producerea și comercializarea materialelor de construcții. Compania produce BCA, cărămidă și mortare. Produsele sunt certificate ISO, iar prin intermediul partenerilor, ajung atât pe piața națională, cât și pe cea europeană.
În anul 2008, compania a deschis o fabrică de cărămizi, marca Durotherm, în localitatea Doicești, județul Dâmbovița, în urma unei investiții de 20 de milioane de euro.
Compania deține două fabrici de BCA la Bucov (Prahova) și Doicești (Dâmbovița), două fabrici de cărămizi la Urziceni (Ialomița) și Doicești, unde mai deține și o unitate de producție de gleturi, adezivi și mortare.
În 2021, Soceram finalizează construcția fabricii de BCA din Cordon, județul Neamț, după o investiție de 20 de milioane de euro.
Cifra de afaceri în 2017: 118.558.603 lei. 
Cifra de afaceri în 2018: 118.309.753 lei.
Cifra de afaceri în 2019: 152.082.454 lei.
Cifra de afaceri în 2020: 168.460.333 lei.

## Istoric și tradiție

### Istoric
Pe Valea Ialomiței, în zona de Nord – Est a orașului Târgoviște, producerea cărămizilor din argilă arsă pentru construcții are o tradiție îndelungată. Nici nu se putea altfel, deoarece Târgoviște a fost cetate de scaun a Țării Românești, fapt ce impunea realizarea de construcții, atât în fosta capitală, cât și în zonele din apropiere.  
Tehnologiile de atunci erau simple, bazându-se, în principal, pe extracția și macerarea argilei, sub influența factorilor naturali (ploi, îngheț – dezgheț) pentru un timp îndelungat, uscarea naturală a cărămizilor în șoproane acoperite, arderea în cuptoare de câmp semistabile, folosindu-se drept combustibil lemnul, cărbunele și deșeuri de la fabricile de prelucrare a cânepii.
Când aceste tehnologii nu au mai putut să asigure cantitățile din ce în ce mai mari de cărămidă cerute de piață, a fost nevoie de regândirea strategiilor din domeniul producției de materiale de zidărie. Astfel, în jurul anilor 1970, s-au efectuat cercetările geologice necesare localizării unor rezerve de argilă de bună calitate. Acestea sunt importante din punct de vedere cantitativ pentru că au permis dezvoltarea producției de cărămidă prin utilizarea tehnologiilor moderne de la acea vreme. Aceste rezerve au fost identificate în localitatea Doicești situată la nord față de municipiul Târgoviște, pe malul stâng al râului Ialomița. 
În anul 1972 începe construcția fabricii de produse ceramice care avea în componență două linii pentru producția de cărămizi și blocuri ceramice din argilă arsă și o linie de țiglă trasă profilată din argilă arsă.
Uscarea artificială în uscătorii de mare capacitate și arderea în cuptoare tunel au constituit premisele realizării unor volume importante de materiale de zidărie. Mecanizarea, în proporție de peste 80% a proceselor tehnologice a condus la o creștere însemnată a productivității muncii.
Cărămizile și blocurile ceramice fabricate la Soceram Doicești se remarcă prin calitate, grație materiei prime, argila albastră. Aceasta conferă produselor rezistență la compresiune, rezistență care se situează între 15 – 22 N/mm2.

### Privatizarea
În anul 2004, Soceram Doicești se privatizează și începe o nouă etapă în dezvoltarea producției de BCA, cărămizi și blocuri ceramice.
Exigențele pieței devin din ce în ce mai mari pe linia îmbunătățirii parametrilor tehnici ai materialelor de zidărie, coroborate cu necesitățile de creștere a eficienței economice a activității de producție.
La SOCERAM s-a construit și s-a pus în funcțiune, în anul 2008, o nouă fabrică de cărămidă.
Fabrica este una de mare capacitate și produce blocuri ceramice din argilă arsă.
Iată cum, plecând de la tradiția zonei s-a ajuns la modernitate, punându-se în valoare resursele minerale (argila) de bună calitate și experiența îndelungată, acumulată de-a lungul secolelor, pe linia producerii de cărămizi.
Cărămida de la Soceram este comercializata  sub marca Durotherm, marcă înregistrată la OSIM.

### Produse
În prezent, Soceram se ocupă cu producerea mai multor materiale de construcție.
•	Cărămida Durotherm 
Este concepută după o rețetă a vechilor cărămidari, din argilă albastră, nisip și apă. Este rezistentă la compresiune și are un grad scăzut de absorbție a apei. De asemenea, această cărămidă este antifonică și termică.
•	BCA
Este flexibil la nivel de compartimentare, izolant fonic și are o rezistență până la 1000°C. BCA-ul necesită un consum redus de mortare și de adezivi.
•	Mortar 
Este produs pe bază de ciment și var, cu umpluturi minerale și aditivi specifici produsului. Utilizat pentru zidire (lipirea în strat subțire), rostuire, legătura și umplerea unor goluri sau defecte în zidărie. Este un mortar industrial, pentru straturi subțiri.

### Fabrica de la Cordun
Fabrica este dotată cu tehnologii moderne, care respectă normele ecologice și produce BCA de tip Nut și Feder, exclusiv din materii prime românești, pentru a susține companiile autohtone. Tehnologia de fabricare este de tip conveier, tiparele în care se toarnă amestecul de consistență fluidă. Amestecul (nisip, ciment, apă, var, gips, pastă de aluminiu dozat și malaxat după rețeta de fabricație) este amplasat pe vagoneți ce parcurg fluxul tehnologic de turnare și preîntărire trecând succesiv prin fiecare post de lucru. Blocul întărit este apoi tăiat, după care se transbordează pe alte transportoare pe șine, cu ajutorul cărora se realizează autoclavizarea, desfacerea blocurilor, paletizarea și înfolierea.
Întregul proces de fabricație se desfășoară într-o hală închisă, la o temperatură constantă de 20°C-30°C. Capacitatea unității este de 450.000 mc/an, iar produsele vor fi disponibile pe piața din România, Ucraina și Republica Moldova.